# Jaroslav Kulich
Jaroslav Kulich (30 dicembre 1913 – 19 luglio 1977) è stato un calciatore boemo.